# Église Sainte-Marie-de-la-Merci-et-Saint-Adrien de Rome
L'église Sainte-Marie-de-la-Merci-et-Saint-Adrien (en italien : chiesa Santa Maria della Mercede e Sant'Adriano) située à Rome est une église dans le quartier de Salario sur le viale Regina Margherita. Elle est dédiée à Marie et au pape Adrien III.

## Historique
Initialement la paroisse était rattachée à l'église Santa Maria Addolorata a piazza Buenos Aires se trouvant de l'autre côté de la rue. Elle est devenue paroissiale autonome sur décision du pape Pie XI le 2 février 1932 dans sa constitution apostolique In Salaria huius almae Urbis. Cette église a été érigée en 1958 sur les plans de l'architecte Marco Piloni. Elle est allouée aux Mercédaires.
Depuis 1967, elle abrite le titre cardinalice de Santa Maria della Mercede e Sant'Adriano a Villa Albani.

## Architecture et décorations
L'église est construite dans un style moderne. Sur la façade se trouvent des Anges de bronze du sculpteur Guarino Roscioli. L'intérieur suit un plan de basilique avec trois nefs. L'abside est décorée d'une Glorification de la Madone avec les saints Mercédaires due à Luigi Montanarini (it). Des œuvres autrefois présentes dans l'église Sant'Adriano al Foro Romano (en) y ont été transférées comme le bénitier en forme d'ange de l'école du Bernin et une  Famille sacrée de l'école de Raphaël, et un Sacré-cœur de Carlo Maratta.

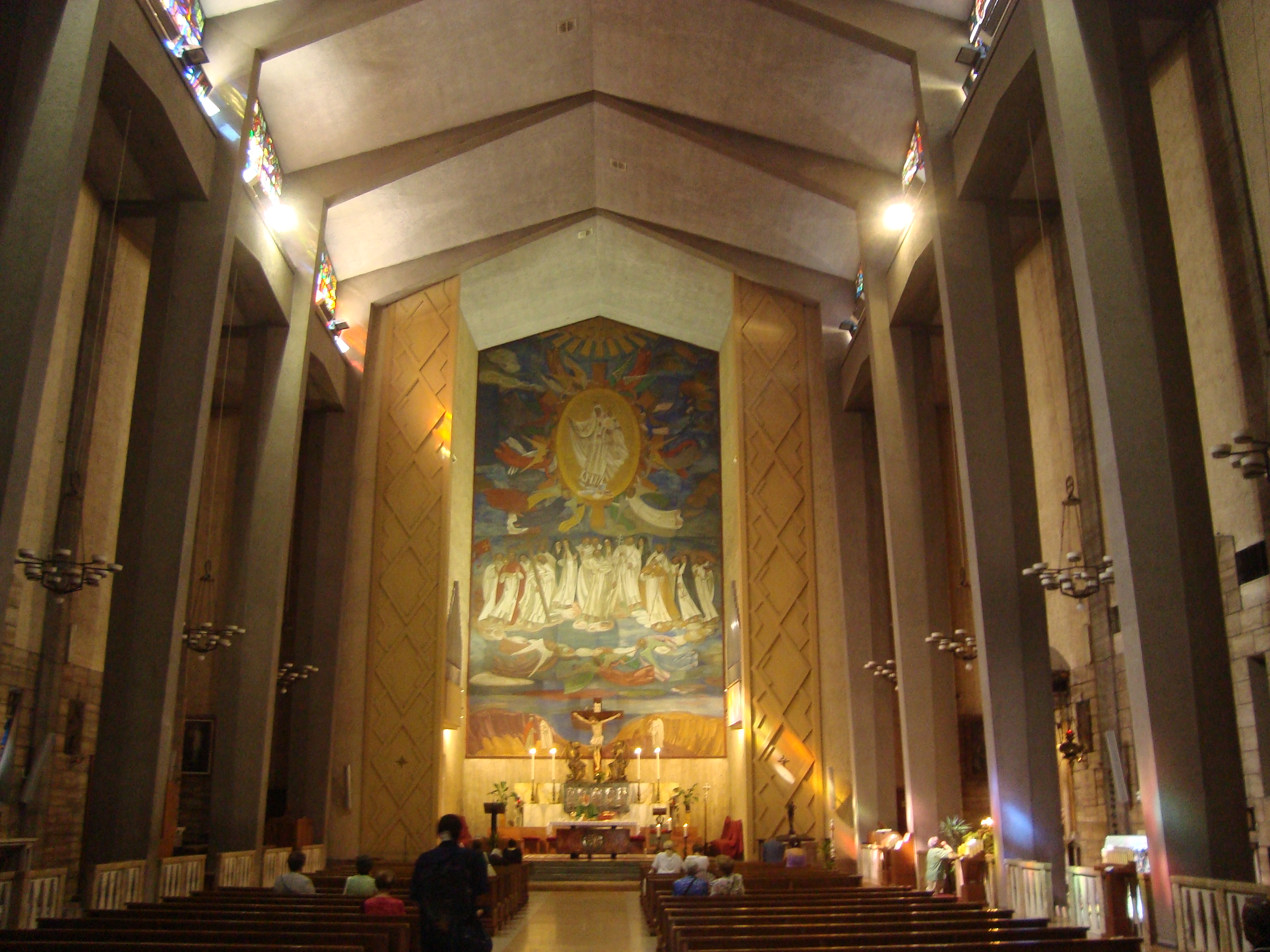
Vue de l'intérieur

## Sources
- (it) Cet article est partiellement ou en totalité issu de l’article de Wikipédia en italien intitulé « Chiesa di Santa Maria della Mercede e Sant'Adriano » (voir la liste des auteurs).
- Le Chiese di Roma, C. Rendina, éditions Newton & Compton, Milan 2000, p.207